# Карасиха (Воскресенський район)
Карасиха (рос. Карасиха) — присілок в Воскресенському районі Нижньогородської області Російської Федерації.
Населення становить 29 осіб. Входить до складу муніципального утворення Благовєщенська сільрада.

## Історія
Від 2009 року входить до складу муніципального утворення Благовєщенська сільрада.

## Населення
| 1999 | 2002 | 2010 |
| ---- | ---- | ---- |
| 49   | ↗52  | ↘29  |